# Brad Little
Brad Little (Emmett, Idaho, 1954. február 15.–) amerikai politikus, 2019 óta Idaho állam kormányzója. 2009 és 2019 között alkormányzó, 2001 és 2019 között pedig az idahói szenátus tagja volt.

## Élete
Az Idaho állambeli Emmettben született, itt is nőtt fel. 1972-ben végezte el a középiskolát. 1976-ban szerezte meg alapfokozatú diplomáját agrárgazdaságból.
2001 és 2009 között az idahói szenátus tagja volt, 2009 és 2019 között pedig alkormányzói tisztséget viselt. 
Miután Butch Otter kormányzó kijelentette, hogy nem indul újra a 2018-as idahói kormányzóválasztáson, Little lett a Republikánus Párt jelöltje. Little végül 59,76 százalékot szerzett, ezzel ő lett Idaho 33. kormányzója.[forrás?]
Nős, két gyermeke és öt unokája van.[forrás?]

## Külső hivatkozások
- Idaho kormányának hivatalos oldala
- Hivatalos kampányoldal